# Eupithecia barbaria
Eupithecia barbaria là một loài bướm đêm trong họ Geometridae.